# 白子川
白子川（しらこがわ）は、東京都および埼玉県を流れる荒川水系新河岸川支流で一級河川である。

## 地理
東京都練馬区東大泉の区立大泉井頭（いがしら）公園から始まり、練馬区西大泉、大泉学園町、大泉町、土支田、埼玉県和光市南、白子、下新倉、板橋区成増と流れ笹目橋付近の板橋区三園で新河岸川に合流する。
井頭公園より上流は西東京市管理下の水路敷で新川と呼ばれ、東京大学の田無演習林（試験地）付近に発し保谷庁舎周辺を経るが、ほぼ全域が覆蓋され一部は歩道となっている。
柳瀬川、黒目川などと並び、現在より北東側を流れていた多摩川の旧流路、古多摩川の名残の河川であると考えられている。
中流域までは湧水が豊富で透視度も高く、上流域にはカワセミも棲息している。
ただし、川越街道を過ぎて下流域に入ると一気に水質が悪化し、腐敗した底泥が水面に浮上して漂う酸欠状態となる（東京都の水害対策河川改修により、河底を約2ｍ掘り下げたため）。
かつての白子川の流路が 現在の東京都と埼玉県の県境になっている。

## 流域の自治体
東京都
練馬区
埼玉県
和光市
東京都
板橋区

## 支流
- 新川

旧田無市（北原３丁目、東京大学農場付近）から天神山バス停付近、南大泉図書館の南側を通り井頭公園で白子川に注ぎ込む。
ただし現在の新川は天神山付近で排水溝に流れている。そのため天神山から白子川上流端（旧七福橋）の間は現在では、水路としては利用されていないほか、水路跡が残っていない所が多い。
- 大泉堀（だいぜんぼり） - 西東京市栄町1丁目の西武線付近から流れてくる。全区間が暗渠[3]。
  - 宮の脇川
- 稲荷山支流 - 稲荷山憩いの森から湧き出る湧水が源。その水路は現在、道路下へ移設され、暗渠化。
- ほたる川 - 米軍グラントハイツ造成に伴い埋め立て。現存せず。
- 子安橋上流で合流していた支流（ほかのWebページでの主な通称：兎月園支流・於玉ヶ池支流）

光が丘公園北交差点付近から、兎月園跡地を横切り、子安橋上流付近で白子川に合流していた支流。現在は全区間暗渠となっていて、一部緑道化されている。
- 旧白子川
  - 百々向川（ずずむきがわ）
  - 小井戸川

## 橋梁
上流より記載
- 七福橋
- 井頭橋
- 火の橋
- 松殿橋
- 緑橋
- 西武池袋線
- 泉橋（東京都道233号東大泉田無線）
- 宮本橋
- 日の出橋（歩行者専用）
- 一新橋
- 宮の橋（歩行者専用）
- 中島橋（東京都道24号練馬所沢線）
- 東西橋（歩行者専用）
- 前田橋
- 学園橋（大泉学園橋）（大泉学園通り）
- 北豊島橋
- 御園橋
- 月見橋
- 外山橋
- 東映橋
- 水道橋
- 三ツ橋

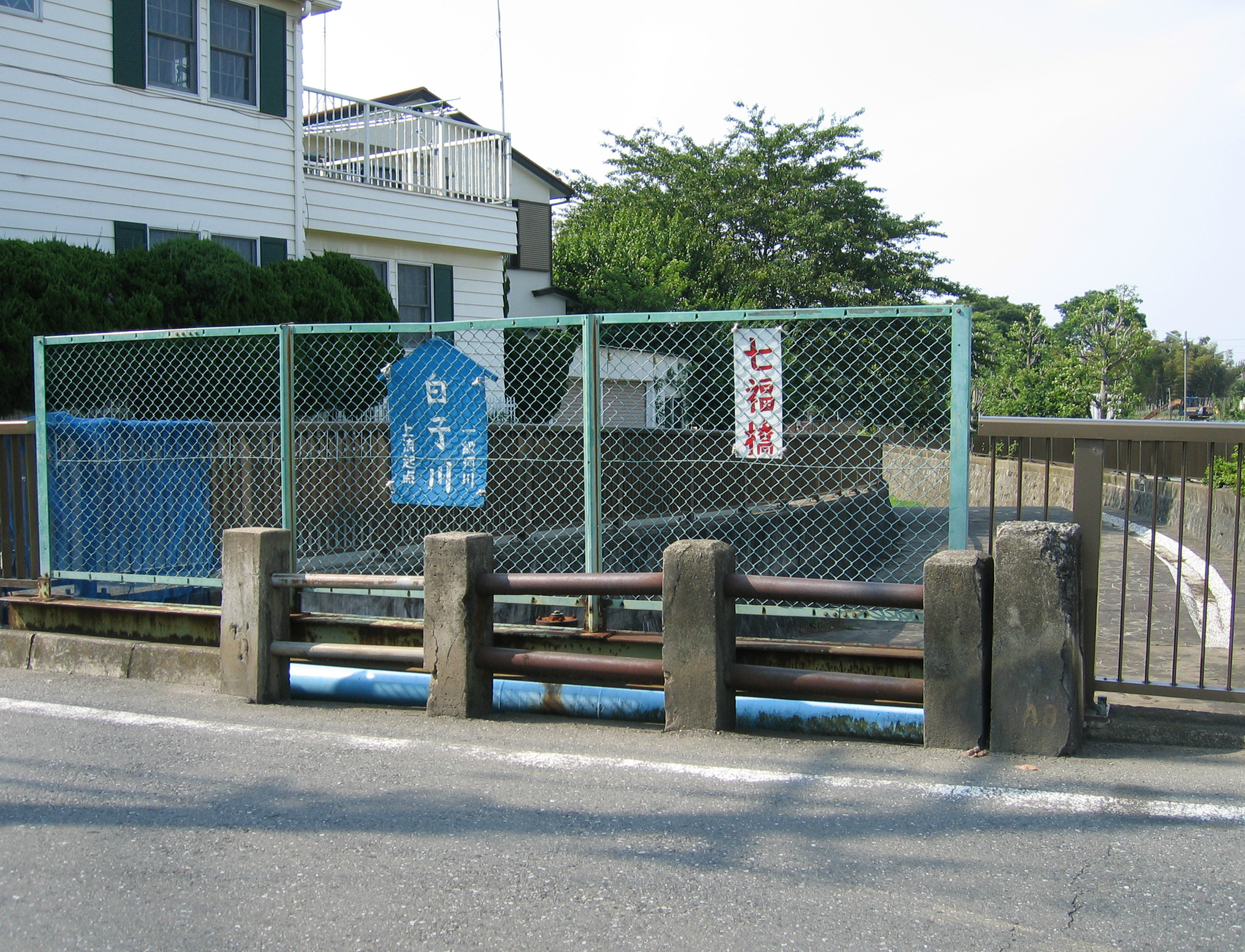
白子川の最上流に架かる七福橋

- 氷川橋（大泉氷川橋）（東京都道24号練馬所沢線支線（目白通り））
- 比丘尼橋（びくにばし、現在は歩行者専用）
- 関越自動車道
- 新橋戸橋
- 弥生橋
- 向下橋
- 全薬橋
- 万年橋
- 中里橋
- 別荘橋（東京都道108号東京朝霞線（別荘橋通り））
- 不動橋
- 下中里橋
- 八坂歩道橋（歩行者専用）
- 越後山橋
- 芝屋橋[4]
- 向山橋（埼玉県道68号練馬川口線（笹目通り））
- （歩行者専用）
- 小源治橋（牛房通り）
- 子安橋
- 新東埼橋（国道254号（川越街道））
- 東埼橋（埼玉県道109号新座和光線（旧川越街道））
- 白子橋
- 東武東上線
- 寺前橋
- 城口橋
- 大成橋（成増北口通り）
- 成和橋
- 水木橋
- 藤ノ木橋
- 白藤橋
- （歩行者専用）
- （歩行者専用）
- 成増橋（三国通り）
- 溝下橋（歩行者専用）
- 三園橋（東京都道68号練馬川口線（笹目通り））
- 水道橋（水道道路）
- 落合橋